# Kigeki: ekimae kin'yū
Kigeki: ekimae kin'yū (喜劇 駅前金融? lett. "Commedia: finanza davanti alla stazione") è un film del 1965 diretta da Kōzō Saeki, facente parte dell'Ekimae series.
Uscito in Giappone il 4 luglio del 1965, annoverava nel cast interessanti attori dell'epoca come Hisaya Morishige, Frankie Sakai e Chikage Awashima. Il film è stato prodotto dalla Tokyo Eiga Co Ltd. La Toho si è occupata della distribuzione della pellicola su tutti i media.
Inedito in Italia.